# Weißenmühle (Rothenburg ob der Tauber)
Weißenmühle ist ein Gemeindeteil der Großen Kreisstadt Rothenburg ob der Tauber im Landkreis Ansbach (Mittelfranken, Bayern). Weißenmühle liegt in der Gemarkung Rothenburg ob der Tauber.

## Geografie
Die Einöde liegt am Mühlbach, einem rechten Zufluss der Tauber. Im Nordosten grenzt das Rahmholz an. Die Staatsstraße 2268 führt nach Detwang (2,2 km südlich) bzw. nach Bettwar (1,4 km nördlich). An der Weißenmühle führt der Fränkische Marienweg vorbei.

## Geschichte
Mit dem Gemeindeedikt (frühes 19. Jahrhundert) wurde der Ort dem Steuerdistrikt und der Munizipalgemeinde Rothenburg ob der Tauber zugeordnet.

### Baudenkmal
- Creglinger Str. 4: Wassermühle mit Wohnhaus und Scheune[5]

### Einwohnerentwicklung
| Jahr      | 001818 | 001840 | 001871 | 001885 | 001900 | 001925 | 001950 | 001961 | 001970 | 001987 |
| Einwohner | 2      | 5      | 10     | 11     | 10     | 9      | 12     | 10     | 6      | *      |
| Häuser    | 1      | 2      |        | 1      | 2      | 1      | 2      | 1      |        | *      |
| Quelle    | [ 7 ]  | [ 8 ]  | [ 9 ]  | [ 10 ] | [ 11 ] | [ 12 ] | [ 13 ] | [ 14 ] | [ 15 ] | [ 16 ] |

## Religion
Der Ort ist seit der Reformation evangelisch-lutherisch geprägt und bis heute nach St. Georg (Bettwar) gepfarrt. Die Einwohner römisch-katholischer Konfession sind nach St. Johannis (Rothenburg ob der Tauber) gepfarrt.